# Sidharth Malhotra
Sidharth Malhotra (Delhi, 16 gennaio 1985) è un attore e modello indiano.

## Biografia

### Giovinezza e carriera

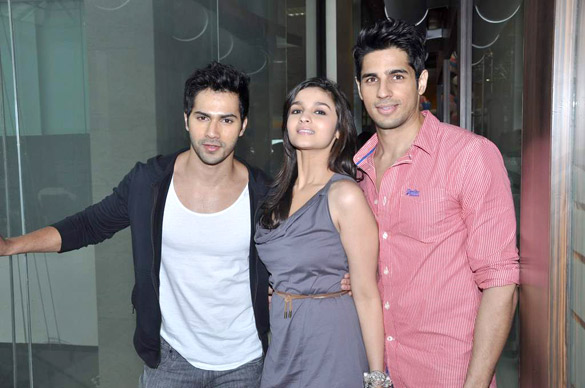
Malhotra con Varun Dhawan (sinistra) e Alia Bhatt (centro) nel 2012.

Malhotra è nato a Delhi il 16 gennaio 1985, in una famiglia Punjabi, da Sunil, ex capitano della Marina mercantile, e Rimma Malhotra, 
una casalinga. Ha studiato presso la Don Bosco School di Delhi e la Birla Vidya Niketan [Birla Vidya Niketan,New Delhi], e successivamente ha frequentato lo Shaheed Bhagat Singh College.
All'età di 18 anni Malhotra ha intrapreso la carriera di modello. Sebbene avesse ottenuto molto successo, decise di smettere la carriera dopo quattro anni perché era insoddisfatto della professione.
Interessato ad intraprendere una carriera come attore, ha partecipato a dei provini per un film che doveva essere diretto da Anubhav Sinha. Alla fine il film non venne realizzato, e Malhotra iniziò a lavorare come aiuto regista di Karan Johar nel film del 2010 My Name Is Khan. Nel 2012 ha fatto il suo debutto come attore nel film di Johar Student of the Year accanto a Varun Dhawan e Alia Bhatt. Il critico Rajeev Masand di CNN-IBN ritenne l'interpretazione di Malhotra ottima aggiungendo che aveva anche "un bell'aspetto." Student of the Year fu un grande successo finanziario, incassando nella sola India ₹700 milioni (11 milioni di dollari statunitensi).
Malhotra ha in seguito recitato con Parineeti Chopra e Adah Sharma nella commedia romantica Hasee Toh Phasee (2014), che racconta la storia d'amore di uno scienziato dipendente dalla droga e di un'insopportabile aspirante imprenditore.  Saibal Chatterjee di NDTV ha elogiato la sua presenza sullo schermo e lo ha paragonato al primo lavoro di Amitabh Bachchan. Il film è andato moderatamente bene al botteghino, incassando globalmente ₹620 milioni (9,7 milioni di dollari statunitensi).

## Filmografia
- Student of the Year, regia di Karan Johar e Abhishek Verma (2012)
- Hasee Toh Phasee (2014)
- Ek Villain (2014)
- Brothers, regia di Karan Malhotra (2015)
- Kapoor & Sons (2016)
- Baar Baar Dekho (2016)
- A Gentleman (2017)
- Ittefaq (2017)
- Aiyaary (2018)
- Shershah (2021)